# 将军吟
《将军吟》是莫应丰所著长篇小说，共两册，人民文学出版社1980年出版。1982年获第一届茅盾文学奖。